# Caucaea
Genre
Caucaea est un genre d'orchidées épiphytes, comprenant une dizaine d'espèces originaires d'Amérique du Sud.

## Synonymes
- Abola Lindl.

## Étymologie
Le nom Caucaea a été formé à partir du nom du Río Cauca, où plusieurs espèces du genre ont été découvertes.

## Liste d'espèces
- Caucaea alticola (Stacy) N.H.Williams & M.W.Chase - Equateur
- Caucaea andigena (Linden & Rchb.f.) N.H.Williams & M.W.Chase  - Equateur
- Caucaea macrotyle (Königer & J.Portilla) Königer - Equateur
- Caucaea nubigena (Lindl.) N.H.Williams & M.W.Chase - Équateur, Colombie, Venezuela, Perou
- Caucaea olivacea (Kunth) N.H.Williams & M.W.Chase - Équateur, Colombie
- Caucaea phalaenopsis (Linden & Rchb.f.) N.H.Williams & M.W.Chase - Équateur, Colombie
- Caucaea radiata (Lindl.) Mansf. - Équateur, Colombie, Venezuela
- Caucaea sanguinolenta (Lindl.) N.H.Williams & M.W.Chase - Équateur, Colombie, Venezuela
- Caucaea tripterygia (Rchb.f.) N.H.Williams & M.W.Chase - Équateur, Perou